# Sic (glazbenik)
[sic] (pravim imenom Jennifer Morris) je kanadska eksperimentalna glazbenica koja je ujedno i jedna od začetnika noise scene kako u Japanu tako i u svijetu. 

## Diskografija
- [sic] - self titled, EP 2001
- ...And Rabbits Named Friday, CD 2002, Squirrelgirl Records
- Gorilla Masking Tape, 2004 Piehead Records[1]
- ’Happenis’ by [sic] on Soundmuseum, 2008
- [sic] & Consor – Early Leaves Part I, 2011 Absence Of Wax[2]
- [sic] & Consor – Early Leaves Part 2, 2011 Creaked Records

### Pisani izvori
- And Rabbits Named Friday, BBC
- Brainwashed - Gorilla Masking Tape

## Vanjske poveznice
- Službena stranica